# Сокол, Хаим
Хаим (Виталий) Сокол (род. 1973, Архангельск) — российский художник, скульптор, арт-обозреватель, автор инсталляций, перформансов, текстов. Он работает с архивными материалами и документами, исследует проблемы исторической памяти через призму частных историй. 
Его персональные выставки проходили в Государственной Третьяковской галерее 
, Московском музее современного искусства, Центре творческих индустрий «Фабрика» и Stella Art Foundation 
. Он участвовал в крупных международных биеннале, включая Киевскую (2015), Кочи-Музирис в Индии (2012), Mediations в Польше (2010), биеннале в Салониках (2009) и Московскую биеннале (2009) . Хаим Сокол является лауреатом премий «Соратник» (2009) и «Инновация» (2009, 2015), номинант премии Кандинского (2015, 2019) 
. Его работы находятся в коллекциях Третьяковской галереи, ММОМА, МАММ, ГЦСИ, музея PERMM, Stella Art Foundation, Фонда Владимира Смирнова и Константина Сорокина, а также в частных зарубежных собраниях, включая Igal Ahouvi Collection и Collection of Loushy в Израиле .До 2022 года преподавал на факультете дизайна в ВШЭ 
.

## Биография
Родился в 1973 году в Архангельске. В 1996 году закончил Еврейский университет в Иерусалиме. С 2006 по 2007 год учился в Московском институте проблем современного искусства. Жил и выставлялся в арт-сквоте в Хохловом переулке. В 2006 году стал членом Международной ассоциации изобразительных искусств — АИАП при ЮНЕСКО. В 2017, 2018 годах вошёл в Российский инвестиционный художественный рейтинг 49ART, представляющий выдающихся современных художников в возрасте до 50 лет.
Живет и работает в Москве и Иерусалиме.

## Персональные выставки
- 2025 — Музей победы, мастерская художника, Тель-Авив, Израиль
- 2024 — Bird on the windowsill, Liblieng House, Тель-Авив, Израиль
- 2024 — Anichnu (I/We), Artists' House, Тель-Авив, Израиль
- 2022 — «Снегопад», Еврейский музей и центр толерантности, Москва, Россия [10]
- 2021 — «Превращение как форма сопротивления», Anna Nova Gallery, Санкт-Петербург, Россия
- 2021 — «Когда подоконник сливается с линией горизонта», граунд Солянка, Москва, Россия
- 2021 — «Розовые тумбочки и другие объекты», галерея Pro Arts, Калуга, Россия
- 2019 — «В некотором смысле я становлюсь ими, а они мной», Государственная Третьяковская галерея, Москва, Россия
- 2018 — «Свидетельство». Московский музей современного искусства.[11][12]
- 2018 — «Значит нашего появления на земле ожидали». Anna Nova Gallery, Санкт-Петербург.
- 2016 — «МАСППРО». Pechersky Gallery, Винзавод, Москва.[13]
- 2014 — «Об истории», Anna Nova Gallery, Санкт-Петербург.
- 2014 — «Спартак. Times New Roman». ЦТИ «Фабрика», Москва.[14]
- 2012 — «Амбивалентность». Anna Nova Gallery, Санкт-Петербург.[15]
- 2011 — «Только видео». Зверевский центр современного искусства, Москва.[16]
- 2010 — «Близорукость/Myopia». Anna Nova Gallery, Санкт-Петербург.
- 2009 — «Палимпсесты». Галерея «Green Art», Пермь.
- 2008 — «Криптомнезия. Рецидив». Галерея «АРТСтрелка-projects», Москва.[17]
- 2008 — «Земля» (совм. с А. Кузькиным), Stella Art Foundation, Москва.
- 2005 — «Memories about memories». Small Room Gallery, Elul, Иерусалим.

## Групповые выставки
- 2025 — Источник питания, Stella Art Foundation, Москва, Россия [18]
- 2024 — Скрытое, Третье место, Санкт-Петербург, Россия
- 2024 — Нити, Фонд современного искусства Ruarts, Москва, Россия [19]
- 2024 — Весть, Государственный Русский музей, Санкт-Петербург, Россия [20]
- 2024 — Открытое хранение, Галерея Anna Nova, Санкт-Петербург, Россия [21]
- 2024 — Artnow №1, Hanevim 17, Хайфа, Израиль
- 2023 — До и после: проекты в арт-резиденции «Выкса», Волго-Вятский филиал Государственного музея изобразительных искусств имени А.С. Пушкина (Арсенал), Нижний Новгород, Россия
- 2022 — Вещи, Музей современного искусства ART4, Москва, Россия
- 2022 — Вещь. Пространство. Человек, Государственная Третьяковская галерея, Москва, Россия
- 2022 — Правда нет, Галерея Jart, Москва, Россия
- 2021 — Антология бедного в изобразительном искусстве и дизайне. Диалог России и Италии, Галерея Heritage, Москва, Россия
- 2021 — Всё наоборот, Московский музей современного искусства, Москва, Россия
- 2021 — Тень души, но заостренней чуть, Мультимедиа Арт Музей, Москва, Россия
- 2021 — «Летняя коллекция», Московский музей современного искусства, Москва
- 2018 — «Места: одно за другим», Четвертая сессия проекта Виктора Мизиано «Удел человеческий», Еврейский музей и Центр толерантности, Москва
- 2018 — «Искусство 2000х», Государственная Третьяковская галерея, Москва
- 2017 — «Биробиджан. Международное художественное исследование Еврейской автономной области Российской Федерации», Биробиджан
- 2017 — «Эдения: В городе будущего», Ермилов Центр, Харьков
- 2016 — «School of Kyiv. Department Vienna», Вена, Австрия
- 2016 — «Meanwhile, what about socialism?», AV Festival, Ньюкасл, Англия
- 2016 — «Russian Contemporary: Drawing. No Limits» , Центр русской культуры «Пушкинский дом», Лондон
- 2015 — «Осколки войны», ГЦСИ Калининград
- 2015 — «Balagan. Contemporary Art from the Former Soviet Union and other mythical places», Kuhlhaus, Berlin, Germany
- 2015 — «Kiev, Moscow and Beyond — 20 Years of Springerin», Depo Istanbul, Turkey
- 2015 — «The School of Kyiv. 2nd Kyiv Biennial», Kyiv, Ukraine
- 2015 — «Говорят, там где-то ты найдешь свое счастье», Центр визуальной культуры, Киев, Украина
- 2015 — «Предмет искусства», ГЦСИ, Москва
- 2014—2015 — «Истории двух городов», Московский музей современного искусства, Москва, The Jewish Museum of Vienna
- 2014—2015 — «Музей с предсказаниями», Московский музей современного искусства, Москва
- 2014 — «Lockout», Центр визуальной культуры, Киев, Украина
- 2014 — «Перформанс в России. Картография истории», Музей современного искусства Гараж, Москва
- 2014 — «Актуальный рисунок», Государственный Русский музей, С. Петербург
- 2014 — «Do it», Музей современного искусства Гараж, Москва
- 2014 — 2nd Montevideo Biennial, Montevideo, Uruguay
- 2014 — BRICS Program, Oi Futuro Institute, Rio de Janeiro, Brazil
- 2014 — Les Rencontres Internationales, Gaîté Lyrique and Palais de Tokyo, Paris
- 2013 — «Откровения», ГЦСИ, Москва, Россия
- 2013 — «Музей современного искусства: департамент труда и занятости», Государственная Третьяковская галерея, Москва
- 2013 — «Сны для тех, кто бодрствует». Московский музей современного искусства
- 2009 — «Тайная жизнь тел». Открытая галерея, Москва.[22]
- 2008 — «Русское бедное». Речной вокзал, Пермь.
- 2008 — 1-я Биеннале молодого искусства, Москва.
- 2008 — «@60.artisrael.world». Judah L. Magnes Museum, Berkley CA, США.
- 2007 — «Координаты». Государственный художественный музей, Кострома.
- 2007 — «Space». Международная выставка молодых художников. Московский музей современного искусства
- 2007 — «Молодым везде». Типография «Оригинал» — ГЦСИ, Москва.
- 2007 — «Черный квадрат». Выставка номинантов на национальную премию в области современного искусства, ЦДХ, Москва.
- 2006 — «Breathing Memory». Limbus Gallery, Тель-Авив.
- 2006 — «Let’s talk about migration». International art exhibition organized by the Club.
- 2006 — «UNESCO for Arts and Letters of the Department of Achaia». Патрас, Греция.
- 2006 — «New members-2006». Artists House, Иерусалим.
- 2006 — «Fwd:Re:Form?» Спецпроект ИПСИ в рамках Арт-Москвы, ЦДХ, Москва.
- 2004 — «Window». Small Room Gallery, Elul, Иерусалим.